# Carl Nyström
Carl Ludvig Hippolyt Nyström (i riksdagen kallad Nyström i Stockholm), född 4 april 1839 i Hovförsamlingen i Stockholm, död 17 augusti 1913 i Medelplana församling i Skaraborgs län (folkbokförd i Klara församling i Stockholms stad), var en svensk zoolog, läkare och konservativ politiker.

## Biografi
Efter studentexamen 1856, studerade Nyström först naturvetenskap i Uppsala och disputerade där för filosofie doktorsgrad 1863 med en avhandling i zoologi. Han studerade därefter medicin, blev medicine kandidat 1866 och medföljde sedan som skeppsläkare på ett antal expeditioner: med monitorn Tordön till Ryssland 1867, med ångfregatten Vanadis till Medelhavet 1870, med postångaren Sofia till Spetsbergen 1868 och med kanonbåten Ingegerd till Västgrönland 1871. De två sistnämnda hade vetenskapligt syfte och leddes av Adolf Erik Nordenskiöld. Det finns samlingar från Nyströms resa till Grönland på Etnografiska museet i Stockholm. Tillsammans med Thore M. Fries skrev han en reseskildring från expeditionen till Spetsbergen. Nyström fullföljde sin medicinska utbildning med medicine licentiatexamen 1872, men hade sedan inte någon egen praktik, vilket skulle bero på att han genom sitt giftermål 1874 i adelsfamiljen Skjöldebrand blev delägare av Hellekis AB vid Kinnekulle och av Kungsskogens järnbruk i Storfors kommun i Värmland. Han blev medicine hedersdoktor 1893.
Nyström omtalas som en talträngd och ytterligt konservativ politiker. Han inledde sin politiska bana i stadsfullmäktige i Stockholm 1886–1903 Han kom in i riksdagens andra kammare vid valet 1887 som en av de 22 tullvännerna på Stockholmsbänken. Han var sedan ledamot av första kammaren för Göteborgs och Bohus län 1891–1899 och 1901–1909. Han var motståndare av alla utvidgningar av den politiska rösträtten. Bland hans många uppdrag nämns dock att han var styrelsemedlem i Fredrika-Bremer-förbundet vid dess bildande 1884. Ledamot av styrelsen för Stockholms högskola sedan 1897 (utsedd av Stockholms stadsfullmäktige).
Riddare av Kungl. Nordstjärneorden (RNO) 1892. Redan dessförinnan hade han blivit riddare av Kungl. italienska Kronorden (RItKrO).

## Familj
Carl Nyström var son till Per Axel Nyström, bror till Axel Fredrik Nyström och svåger till Fredrik Wilhelm Scholander, samtliga arkitekter. Han blev 1874 gift med Emilia (Emely) Skjöldebrand (1846–1918), dotter till kammarherre Carl August Skjöldebrand och hans maka Sophia Antoinetta, född Groen. Han var far till fyra barn; geologen Erik Nyström, som var verksam i Kina, läkaren och kirurgiprofessorn Gunnar Nyström, kapten vid fortifikationsverket Carl Olof Axel Nyström och Gerda Sofia Elisabeth Nyström.